# Gallinule de Tristan da Cunha
Gallinula nesiotis
Pour les articles homonymes, voir Gallinule et Tristan da Cunha.
Espèce
Statut de conservation UICN

 EX  : Éteint
La Gallinule de Tristan ou Gallinule de Tristan da Cunha (Gallinula nesiotis) est une espèce éteinte d'oiseaux de la famille des Rallidae.

## Répartition
Cette espèce était endémique de Tristan da Cunha.